# Женская сборная Великобритании по хоккею на траве
Женская сборная Великобритании по хоккею на траве — женская сборная по хоккею на траве, представляющая Великобританию на международной арене. Управляющим органом сборной выступает Федерация хоккея на траве Великобритании (англ. Great Britain Hockey). В активе команды — титул чемпионок Олимпийских игр 2016 года и две бронзовые медали Олимпиад 1992 и 2012 годов.
Сборная представляет Великобританию как единое целое на некоторых международных соревнованиях: главным образом, на летних Олимпийских играх, а также в турнирах Трофея чемпионов и некоторых других. В остальных международных турнирах уровня сборных команд части Великобритании (Англия, Шотландия, Уэльс, Северная Ирландия; последняя — совместно с Ирландией) представлены отдельными сборными.

## Результаты выступлений

### Летние Олимпийские игры
- 1980—1984 — не участвовали
- 1988 — 4-е место
- 1992 —
- 1996 — 4-е место
- 2000 — 8-е место
- 2004 — не участвовали
- 2008 — 6-е место
- 2012 —
- 2016 —  Чемпионы

### Мировая лига
- 2014/15 — по рейтингу сборной Англии попали сразу в полуфинальный раунд, вышли в финальный раунд (он состоится 5—13 декабря 2015)

### Трофей чемпионов
(включая и результаты, показанные сборной Англии)
- 1987 — 5-е место
- 1989 — 4-е место
- 1991 — не участвовали
- 1993 — 6-е место
- 1995 — не участвовали
- 1997 — 5-е место
- 1999, 2000, 2001 — не участвовали
- 2002 — 6-е место
- 2003 — 5-е место
- 2004—2008 — не участвовали
- 2009 — 6-е место
- 2010 —
- 2011 — 5-е место
- 2012 —
- 2014 — 5-е место
- 2016 — квалифицированы